# Chuyện tình thanh xuân bi hài của tôi quả nhiên là sai lầm
Chuyện tình thanh xuân bi hài của tôi quả nhiên là sai lầm.,còn được biết đến với tên gốc là Yahari Ore no Seishun Rabukome wa Machigatteiru. và gọi tắt là OreGairu (俺ガイル) hay Hamachi (はまち) là loạt light novel do Watari Wataru (渡 航) sáng tác và Ponkan⑧ minh hoạ. Được Shogakukan xuất bản dưới ấn hiệu Gagaga Bunko kể từ ngày 18 tháng 3 năm 2011 cho đến ngày 19 tháng 11 năm 2019, khi bộ truyện chính thức khép lại ở tập thứ 14. Bộ truyện được Thaihabooks phát hành tại Việt Nam dưới ấn hiệu Hikari Light Novel.
Bộ truyện có hai bản manga chuyển thể, một phần manga spin-off cùng năm tập manga hợp tuyển và ba mùa anime truyền hình chuyển. Mùa anime đầu tiên gồm 13 tập, phát sóng từ ngày 5 tháng 4 cho đến ngày 28 tháng 6 năm 2013. Tiếp đến là mùa thứ hai với 13 tập, phát sóng từ ngày 3 tháng 4 cho đến ngày 26 tháng 6 năm 2015. Cuối cùng là mùa thứ ba với 12 tập, phát sóng từ ngày 9 tháng 7 cho đến ngày 24 tháng 9 năm 2020. Phiên bản manga chuyển thể đã được Thaihabooks mua bản quyền và dự kiến phát hành trong năm 2022.
Một phần game visual novel với tựa "Yahari Game demo Ore no Seishun Rabukome wa Machigatteiru." được 5pb phát hành cho hệ máy PlayStation Vita vào ngày 19 tháng 9 năm 2013. Phần game thứ hai cũng được 5pb phát hành cho hệ máy PlayStation Vita vào ngày 27 tháng 10 năm 2016. Cả hai phần game đã được phát hành phiên bản dành cho hệ máy PlayStation 4 vào ngày 26 tháng 10 năm 2017.

## Nội dung
Câu chuyện xoay quanh một học sinh cao trung với tâm lý chống đối xã hội tên là Hikigaya Hachiman. Cậu ta có một cái nhìn đầy méo mó về cuộc sống, do đó cậu không có bất kì người bạn cũng như một cô bạn gái nào. Khi Hachiman thấy những người khác hào hứng nói chuyện về tuổi trẻ, cậu lẩm bẩm: "Một lũ dối trá". Khi cậu được hỏi về ước mơ cho tương lai của mình, Hachiman trả lời: "Không phải làm việc". Giáo viên môn Văn Học cổ điển của cậu, Hiratsuka Shizuka bắt Hachiman phải tham gia vào "Câu lạc bộ tình nguyện" (Service Club), nơi cậu vô tình gặp Yukinoshita Yukino - cô gái xinh đẹp nhất trường. Sau khi cả hai người nhận được yêu cầu giúp Yuigahama Yui tự làm bánh bích quy của mình và sau đó chính cô cũng gia nhập CLB. Sinh hoạt CLB cùng với hai cô gái xinh đẹp, "Đúng rồi, chuyện tình thanh xuân phải là như thế này chứ!"- cậu tự nhủ vậy. Tuy rằng không có tươi đẹp đến mức ấy, nhưng Hachiman đã trải qua rất nhiều chuyện ở trong lẫn ngoài CLB, dần dần có nhiều kỷ niệm đẹp với Yukinoshita và Yuigahama. Cũng vì vậy, quan niệm sống của cậu đã thay đổi.

## Nhân vật

### Câu lạc bộ tình nguyện
Ba nhân vật chính trong bộ truyện đều là thành viên của Câu lạc bộ Tình nguyện của trường trung học Sōbu, được điều hành bởi Yukinoshita Yukino.
Hikigaya Hachiman (比企谷 八幡)
Lồng tiếng bởi: Eguchi Takuya
Hachiman là học sinh lớp 2-F của Cao trung Sōbu, cậu là một kẻ cô độc có cái nhìn đầy méo mó về cuộc sống. Cậu tin rằng tuổi trẻ là một ảo ảnh được tạo ra bởi những kẻ đạo đức giả, dành cho những kẻ đạo đức giả. Câu chuyện trong Oregairu được kể qua góc nhìn của cậu.
Yukinoshita Yukino (雪ノ下 雪乃)
Lồng tiếng bởi: Hayami Saori
Yukino là học sinh của lớp 2-J và là chủ tịch của Câu lạc bộ Tình nguyện. Cô là thành viên duy nhất cho đến khi Hachiman tham gia. Yukino là con gái út của một gia đình giàu có, cô vô cùng tài giỏi, thông minh, xinh đẹp và cũng không kém phần lạnh lùng. Cũng chính bởi sự xuất chúng của mình mà cô thường bị mọi người xa lánh.
Yuigahama Yui (由比ヶ浜 結衣)
Lồng tiếng bởi: Toyama Nao
Yui là bạn cùng lớp của Hachima và là thành viên của nhóm Hayato. Cô là 1 cô gái vui vẻ, hướng ngoại, cô trở thành "khách hàng" đầu tiên của Câu lạc bộ Tình nguyện, yêu cầu họ giúp cô nướng bánh cho "một người nào đó". Cô đã giữ tình cảm với Hachiman kể từ khi cậu cứu chú chó của mình vào ngày đầu tiên ở trường trung học. Cô là sợi dây gắn kết không thể thiếu của 3 người trong câu lạc bộ.

### Lớp 2-F
Totsuka Saika (戸塚 彩加)
Lồng tiếng bởi: Komatsu Mikako
Totsuka là hội trưởng CLB tennis, cũng như là bạn cùng lớp với Hachiman. Cậu được các bạn cùng lớp gọi là "Hoàng tử". Cậu có ngoại hình giống "con gái" nên nhiều lần khiến Hachiman phải đỏ mặt, quên mất cậu là con trai. Totsuka có tính cách e thẹn, hiền lành và dễ thương khiến biết bao chàng trai bị mê hoặc và nhầm lẫn về giới tính của cậu. Totsuka rất quý mến Hachiman.
Hayama Hayato (葉山 隼人)
Lồng tiếng bởi: Kondō Takashi
Hayato là bạn cùng lớp với Hachiman, vô cùng nổi bật trong lớp. Ngoại hình ưa nhìn, tính cách chan hòa, thu hút cả nam lẫn nữ. Có thể nói, Hayama là một Riajuu chính hiệu. Anh ấy rất tử tế với những người khác kể cả Hachiman, và thường giúp đỡ mọi người. Anh và Yukino có một số căng thẳng trong mối quan hệ của họ, xuất phát từ một sự cố trong quá khứ. Mặc dù nổi tiếng và thành công, anh cảm thấy thua kém nhiều so với Hachiman.
Miura Yumiko (三浦 優美子)
Lồng tiếng bởi: Inoue Marina
Yumiko là một cô gái nổi tiếng từ lớp 2-F với tính cách hào hoa. Cô là nhân vật nữ chính trong đội quân của Hayato. Do sự nổi tiếng của mình, cô không gặp khó khăn trong việc kết bạn, và do đó không có chút hiểu biết nào đối với những người gặp rắc rối xã hội. Cô gạt đi bất cứ điều gì cô không hiểu vì nó được cô coi như một điều "vô nghĩa".
Ebina Hina (海老名 姫菜)
Lồng tiếng bởi: Sasaki Nozomi
Hina là một fujoshi từ lớp 2-F, người trong nhóm của Hayato. Cô có thói quen giảng về sở thích của mình bất cứ khi nào cô cảm thấy phấn khích, và do đó thường bị các bạn nam cùng lớp tránh né. Hina biết về cảm xúc của Kakeru đối với cô ấy trong chuyến đi học, nhưng cô không muốn tham gia vào một mối quan hệ nào vào thời điểm hiện tại do cô ấy thiếu tự tin, và do đó nên cô đã yêu cầu sự giúp đỡ từ Hachiman, người đã thành công, để giúp duy trì hiện trạng.
Kawasaki Saki (川崎 沙希)
Lồng tiếng bởi: Koshimizu Ami
Saki là bạn cùng lớp của Hachiman, người có vẻ như là một kẻ phạm pháp nhưng muốn kết bạn sâu sắc. Cô quan tâm sâu sắc đến em trai mình khi cô giấu tên và tuổi của mình để làm việc bán thời gian vào ca đêm để trả học phí và giảm tải cho gia đình. Sau khi em trai cô nhờ sự giúp đỡ của Câu lạc bộ Tình nguyện, cuối cùng họ cũng theo Saki đến nơi làm việc của cô và tìm ra động cơ của cô đằng sau ca đêm; cô đã ngừng làm việc sau khi Hachiman gợi ý cho cô nhắm tới học bổng thay thế. Mặc dù điều này không được phát triển trong anime, nhưng cô ấy dường như chứa đựng tình cảm với Hachiman, đến mức cô ấy hầu như không thể nhìn vào mắt anh ấy. Hachiman chẳng bao giờ nhớ nổi tên cô, luôn gọi cô là "Kawa-gì-đó" (川なんとかさん Kawa-nantoka-san).
Tobe Kakeru (戸部 翔)
Lồng tiếng bởi: Horii Chado
Tobe là một thành viên của nhóm Hayato, người trong câu lạc bộ bóng đá. Anh có tình cảm với Hina và là chàng trai duy nhất trong lớp ủng hộ kịch bản của Hina cho lễ hội văn hóa. Trong chuyến tham quan của trường, anh dự định sẽ tỏ tình với Hina và do đó yêu cầu sự giúp đỡ từ Câu lạc bộ Tình nguyện. Tuy nhiên, vì Hachiman hiểu lập trường hiện tại của Hina là không có mối quan hệ nào, anh ta nghĩ rằng những gì đổ vỡ không thể sửa chữa và do đó đã thú nhận với Hina trước Kakeru. Sự từ chối của Hina đối với Hachiman đã ngăn Kakeru thành công thú nhận với cô, do đó duy trì hiện trạng.
Yamato (大和)
Lồng tiếng bởi: Kawahara Yoshihisa
Yamato là một thành viên của nhóm Hayato, người trong câu lạc bộ bóng bầu dục.
Ōoka (大岡)
Lồng tiếng bởi: Shiraishi Minoru
Ōoka là một thành viên của nhóm Hayato, người trong câu lạc bộ bóng chày.
Sagami Minami (相模 南)
Lồng tiếng bởi: Kotobuki Minako
Minami là người lãnh đạo của nhóm có ảnh hưởng lớn thứ hai trong lớp 2-F và có ác cảm với Yui, người mà cô ấy thân thiện trong năm học trung học đầu tiên của họ, vì đã ở trong nhóm cao cấp. Cô tình nguyện làm người tổ chức sự kiện cho lễ hội văn hóa để phát huy giá trị của mình mà không có khả năng thực sự để làm một công việc như vậy, và do đó yêu cầu sự giúp đỡ từ Câu lạc bộ Tình nguyện. Do đó, Yukino đã đảm nhận vai trò trợ lý tổ chức sự kiện và khẳng định sự chú ý trong việc biến lễ hội văn hóa thành một lễ hội thành công, điều này khiến cho Minami chán nản về sự vô dụng của chính mình và từ chối tổ chức lễ bế mạc. Tuy nhiên, vì lời trách mắng dữ dội của Hachiman đã biến mình thành vật tế thần và chuyển sự đổ lỗi ra khỏi Minami, cô ấy đã tham dự lễ bế mạc và kết thúc lễ hội văn hóa một cách cao cả.

### Các nhân vật khác
Hikigaya Komachi (比企谷 小町)
Lồng tiếng bởi: Aoi Yūki
Là em gái của Hachiman, hiện đang học năm 3 cấp 2. Cô là một cô bé dễ thương, năng động và rất yêu quý anh trai. Cô bé thường hay cố ghép đôi Hachiman với Yukino hoặc Yui.
Hiratsuka Shizuka (平塚 静)
Lồng tiếng bởi: Yuzuki Ryōka
Shizuka là giáo viên môn văn học cổ điển và là cố vấn cho câu lạc bộ dịch vụ. Cô nhận thức được "vấn đề" được cho là của Hachiman và thực hiện các bước để đảm bảo anh được giải thoát khỏi chúng, động thái đầu tiên của cô là buộc anh tham gia Câu lạc bộ dịch vụ. Tuy nhiên, cô ấy dường như có một số điều kỳ quặc của riêng mình: cô ấy là một người hút thuốc trẻ tuổi, cô ấy rất nhạy cảm về tuổi tác và tình trạng độc thân của cô ấy, và cô ấy thường có xu hướng trích dẫn hoặc sao chép các cảnh từ manga shounen nổi tiếng. Ngoài ra, cô không bao giờ nhớ gõ cửa trước khi vào lớp học của Câu lạc bộ Tình nguyện, với sự thất vọng của Yukino. Sau sự kiện lễ hội văn hóa, cô nói với Hachiman rằng việc giúp đỡ người khác không nên là lý do để Hachiman tự làm tổn thương mình, vì có những người khác sẽ cảm thấy đau đớn khi thấy Hachiman bị tổn thương.
Zaimokuza Yoshiteru (材木座 義輝)
Lồng tiếng bởi: Hiyama Nobuyuki
Yoshiteru là một học sinh từ lớp 2-C mắc chứng ảo tưởng tuổi vị thành niên. Cậu ấy xem Hachiman như một người bạn sau khi hai người được ghép đôi với nhau trong các tiết thể dục. Cậu ta đặt mục tiêu trở thành một tác giả light novel.
Yukinoshita Haruno (雪ノ下 陽乃)
Lồng tiếng bởi: Nakahara Mai
Haruno là chị gái của Yukino. Khác với Yukino, ban đầu cô ấy thể hiện thái độ tốt với người khác nhưng cuối cùng lại thể hiện tính cách nham hiểm. Haruno thậm chí tuyên bố cô sẽ tiêu diệt những người cô ghét. Mặc dù là một sinh viên đại học, cô vẫn dành nhiều thời gian để theo dõi cuộc sống của em gái mình. Yukino giữ sự thù địch mạnh mẽ đối với cô và Haruno chỉ có thể nói em gái cô liên tục cố gắng vượt qua cô như dễ thương. Tuy nhiên, Haruno cuối cùng cũng thể hiện mối hận thù của riêng mình với Yukino và khiến Yukino và Hachiman cảm thấy tồi tệ trong phần 2. Cô là cựu học sinh của trường trung học Sōbu. Cô thừa nhận sự nhận thức của Hachiman và thường tinh nghịch trêu chọc anh. Cô ấy xinh đẹp, giàu có và lôi cuốn khiến mọi người (bao gồm cả khán giả của loạt phim) chỉ nhìn thấy mặt tốt của cô ấy, trì hoãn cô ấy và bỏ qua những vấn đề lớn mà cô ấy gây ra cho người khác. Chẳng hạn, trong phần 1, Haruno bất ngờ xuất hiện để đột ngột can thiệp vào Lễ hội văn hóa nơi vai trò của cô trở thành để khuyến khích Hội trưởng thực hiện dễ dàng, dẫn đến các nhiệm vụ bị trì hoãn. Hachiman tham gia vào việc chùng người và đảm nhận vai trò đổ lỗi thông thường của mình bằng cách phàn nàn vì lợi ích của người khác, những lời phàn nàn chỉ khiến anh ta bị chỉ trích, dẫn anh ta đến một cuộc đối đầu kịch tính với Chủ tịch Liên hoan.
Kawasaki Taishi (川崎 大志)
Lồng tiếng bởi: Murase Ayumu
Taishi là em trai của Saki và là bạn cùng lớp của Komachi. Cậu ấy có mối quan hệ tốt với Komachi.
Tsurumi Rumi (鶴見 留美)
Lồng tiếng bởi: Morohosi Sumire
Rumi là một học sinh tiểu học cô đơn, bị các bạn cùng lớp xa lánh. Cô bé trầm tính và có phần chín chắn hơn những đứa trẻ đồng lứa.
Shiromeguri Meguri (城廻 めぐり)
Lồng tiếng bởi: Asakura Azumi
Meguri là học sinh năm ba và là cựu chủ tịch hội học sinh của trường trung học Sōbu. Mặc dù bản thân cô không phải là một nhà lãnh đạo đáng tin cậy, nhưng tính cách của cô đã mang lại sự ủng hộ to lớn từ các thành viên hội học sinh và do đó cô có thể đoàn kết các thành viên của hội.
Isshiki Iroha (一色 いろは)
Lồng tiếng bởi: Sakura Ayane
Iroha là học sinh năm thứ nhất quản lý đội bóng đá, vui vẻ và xinh đẹp. Khi được đề nghị làm ứng cử viên cho chủ tịch hội học sinh trong một trò chơi khăm, vì không thích vai trò này, cô đã gửi một yêu cầu đến Câu lạc bộ Tình nguyện để không được bầu và không thua trong một kiểu xấu hổ. Cuối cùng, cô chấp nhận vai trò là chủ tịch hội học sinh sau khi Hachiman tìm cách thuyết phục cô. Giống như hầu hết mọi người, cô ấy coi thường Hachiman. Cô - kiêu ngạo và lịch sự - thường xuyên từ chối anh khi cô nghĩ anh sắp thú nhận với cô. Tuy nhiên, cô không bao giờ có thể làm công việc của mình với tư cách là chủ tịch hội học sinh và liên tục tìm kiếm sự giúp đỡ của anh ấy và phát triển một số quan tâm đến anh ấy.
Orimoto Kaori (折本 かおり)
Lồng tiếng bởi: Tomatsu Haruka
Kaori là bạn cùng lớp của Hachiman ở trường cấp hai, người mà anh đã tỏ tình trong quá khứ. Cô học trường trung học phổ thông Kaihin
Nakamachi Chika (仲町 千佳)
Lồng tiếng bởi: Fujita Saki
Chika là bạn và là bạn học của Kaori tại trường trung học Kaihin.
Tamanawa (玉縄)
Lồng tiếng bởi: Hino Satoshi
Tamanawa là chủ tịch hội đồng học sinh của trường trung học Kaihin.
Mẹ Yukinoshita (雪ノ下（母）)
Lồng tiếng bởi: Inoue Kikuko
Mẹ của Haruno và Yukino.
Mẹ Yuigahama (由比ヶ浜（母）)
Lồng tiếng bởi: Ohara Sayaka
Mẹ của Yui và có mối quan hệ gần gũi với Yui.

## Các tập light novel
Loạt light novel do Watari Wataru sáng tác và Ponkan⑧ minh hoạ. Được Shogakukan xuất bản dưới ấn hiệu Gagaga Bunko kể từ ngày 18 tháng 3 năm 2011 cho đến ngày 19 tháng 11 năm 2019, khi bộ truyện chính thức khép lại ở tập thứ 14. Tính đến ngày 17 tháng 9 năm 2021 đã có 14 tập chính truyện, 4 tập tuyển tập truyện ngắn, 4 tập Anthology (hợp tuyển) và 1 tập truyện spin-off được xuất bản.
Phiên bản đặc biệt của tập 3 và 7 tặng kèm theo các đĩa CD Drama, còn bản đặc biệt của tập 4 và 8 tặng kèm theo các cuốn artwork do Ponkan⑧ và các họa sĩ khách mời minh hoạ. Ba tập ngắn bổ sung 6.25, 6.50 và 6.75 được tặng kèm theo đĩa BD/DVD số 1, 3 và 5 phiên bản giới hạn của anime mùa 1, về sau ba tập ngắn này được phát hành dưới dạng một tập duy nhất, đánh số là 6.5. Phiên bản đặc biệt số lượng có hạn của tập này tặng kèm theo một đĩa CD Drama.
Phần ANOTHER, do chính Wataru sáng tác, nội dung kể về Oregairu trong một diễn biến hoàn toàn khác và không có liên hệ gì tới phần chính truyện. Truyện được chia làm 7 tập ngắn, là quà tặng kèm theo đĩa BD/DVD của anime mùa 2.
Có 4 tập Anthology (hợp tuyển) do Watari Wataru và một số tác giả khác cùng sáng tác. Nội dung kể về những sự kiện diễn ra sau tập 14. Tập 1 với tựa "Yukino Side" và tập 2 với tựa "On Parade" cùng được phát hành vào ngày 18 tháng 3 năm 2020. Tập 3 với tựa "Yui Side" và tập 4 với tựa "All Stars" cùng được phát hành vào ngày 17 tháng 4 năm 2020.
Phần hậu truyện chính thức, với tựa: "Yahari Ore no Seishun Love Come wa Machigatteiru. Shin" được chia làm 6 tập ngắn, là quà tặng kèm theo đĩa BD/DVD của anime mùa 3. Nội dung kể về những sự kiện diễn ra sau tập 14 của light novel. Tập 1 phát hành ngày 25 tháng 9 năm 2020. Tập 2 phát hành ngày 28 tháng 10 năm 2020. Tập 3 phát hành ngày 28 tháng 11 năm 2020. Tập 4 phát hành ngày 15 tháng 1 năm 2021. Tập 5 phát hành ngày 8 tháng 3 năm 2021. Tập 6 phát hành ngày 26 tháng 3 năm 2021.
Một phần spin-off với tựa "Yahari Ore no Seishun Love Come wa Machigatteiru. Ketsu" được công bố lần đầu vào ngày 17 tháng 1 năm 2021 tại sự kiện Oregairu Fes FINAL. Phần truyện này được chuyển thể dựa trên phần ANOTHER, tập đầu tiên được phát hành vào ngày 17 tháng 9 năm 2021.

#### Chuyện tình thanh xuân bi hài của tôi quả nhiên là sai lầm
| #                                                                                            | Phát hành Tiếng Nhật | Phát hành Tiếng Nhật | Phát hành Tiếng Việt | Phát hành Tiếng Việt |
| #                                                                                            | Ngày phát hành       | ISBN                 | Ngày phát hành       | ISBN                 |
| -------------------------------------------------------------------------------------------- | -------------------- | -------------------- | -------------------- | -------------------- |
| 1                                                                                            | 18 tháng 3, 2011     | 978-4-09-451262-5    | 13 tháng 10, 2017    | 978-604-967-843-1    |
| 2                                                                                            | 20 tháng 7, 2011     | 978-4-09-451286-1    | 2 tháng 2, 2018      | 978-604-969-254-3    |
| 3                                                                                            | 18 tháng 11, 2011    | 978-4-09-451304-2    | 29 tháng 6, 2018     | 978-604-967-844-8    |
| 4                                                                                            | 16 tháng 3, 2012     | 978-4-09-451332-5    | 3 tháng 10, 2018     | 978-604-967-845-5    |
| 5                                                                                            | 18 tháng 7, 2012     | 978-4-09-451356-1    | 15 tháng 3, 2019     | 978-604-967-846-2    |
| 6                                                                                            | 20 tháng 11, 2012    | 978-4-09-451380-6    | 15 tháng 3, 2019     | 978-604-55-3448-9    |
| 6.5                                                                                          | 22 tháng 7, 2014     | 978-4-09-451501-5    | 15 tháng 7, 2020     | 978-604-55-6040-2    |
| 7                                                                                            | 19 tháng 3, 2013     | 978-4-09-451402-5    | 15 tháng 7, 2019     | 978-604-55-4235-4    |
| 7.5                                                                                          | 20 tháng 8, 2013     | 978-4-09-451434-6    | 18 tháng 12, 2019    | 978-604-55-4697-0    |
| 8                                                                                            | 19 tháng 11, 2013    | 978-4-09-451451-3    | 18 tháng 12, 2019    | 978-604-55-4698-7    |
| 9                                                                                            | 18 tháng 4, 2014     | 978-4-09-451482-7    | 18 tháng 12, 2019    | 978-604-55-4738-0    |
| 10                                                                                           | 18 tháng 11, 2014    | 978-4-09-451523-7    | 28 tháng 4, 2020     | 978-604-55-4738-0    |
| 10.5                                                                                         | 18 tháng 3, 2015     | 978-4-09-451542-8    | 20 tháng 11, 2020    | 978-604-55-7215-3    |
| 11                                                                                           | 24 tháng 6, 2015     | 978-4-09-451558-9    | 2 tháng 2, 2021      | 978-604-55-7620-5    |
| 12                                                                                           | 20 tháng 9, 2017     | 978-4-09-451674-6    | 18 tháng 6, 2021     | 978-604-55-9227-4    |
| 13                                                                                           | 20 tháng 11, 2018    | 978-4-09-451762-0    | 17 tháng 11, 2021    | 978-604-55-9228-1    |
| 14                                                                                           | 19 tháng 11, 2019    | 978-4-09-451781-1    | 13 tháng 11, 2022    | 978-604-374-969-4    |
| 14.5                                                                                         | 20 tháng 4, 2021     | 978-4-09-453004-9    | 17 tháng 5, 2023     | 978-604-55-9157-4    |
| Mã ISBN tiếng Việt được lấy từ Cục Xuất bản, In và Phát hành - Bộ Thông tin và Truyền thông. |                      |                      |                      |                      |

#### Anthology
| # | Nhan đề     | Phát hành Tiếng Nhật        | Phát hành Tiếng Việt |
| - | ----------- | --------------------------- | -------------------- |
| 1 | Yukino Side | 18/3/2020 978-4-09-451835-1 | -                    |
| 2 | On Parade   | 18/3/2020 978-4-09-451836-8 | -                    |
| 3 | Yui Side    | 20/4/2020 978-4-09-451845-0 | -                    |
| 4 | All Stars   | 20/4/2020 978-4-09-451846-7 | -                    |

## Truyền thông

### Anime
Mùa anime đầu tiên gồm 13 tập, chuyển thể từ tập 1 đến tập 6 của light novel. Sản xuất bởi studio Brain's Base, do Yoshimura Ai đạo diễn. Phát sóng từ ngày 5 tháng 4 cho đến ngày 28 tháng 6 năm 2013, với một tập phim nguyên gốc anime do chính Watari Wataru chắp bút. Mùa phim có một tập OVA được tặng kèm cùng phiên bản giới hạn của phần game đầu tiên, phát hành vào ngày 19 tháng 9 năm 2013. Ca khúc opening là "Yukitoki" (ユキトキ) thể hiện bởi Yanagi Nagi. Ca khúc ending là "Hello Alone" thể hiện bởi Hayami Saori và Tōyama Nao. Bộ anime đã được cấp phép bởi Sentai Filmworks ở Bắc Mỹ và được Madman Entertainment cấp phép ở Úc và New Zealand.
Mùa thứ hai được Shogakukan công bố vào năm 2014. Mùa này có tựa đề "Yahari Ore no Seishun Love Come wa Machigatteiru. Zoku"  gồm 13 tập, chuyển thể từ tập 7 đến tập 11 của light novel. Sản xuất bởi studio Feel và đạo diễn bởi Oikawa Kei, phần thiết kế nhân vật do Tanaka Yuichi đảm nhiệm. Phát sóng từ ngày 3 tháng 4 cho đến ngày 26 tháng 6 năm 2015. Ca khúc opening là "Harumodoki" (春擬き) thể hiện bởi Yanagi Nagi. Ca khúc ending là "Everyday World." (エブリデイワールド) thể hiện bởi Hayami Saori và Tōyama Nao. Mùa hai đã được cấp phép bởi Sentai Filmworks. Mùa phim có một tập OVA, với tiêu đề "Kitto, onna no ko wa osatō to supaisu to suteki na nani ka de dekite iru" (きっと、女の子はお砂糖とスパイスと素敵な何かでできている "Chắc chắn, các cô gái được làm từ đường, gia vị và thứ gì đó tuyệt vời"), được tặng kèm cùng phiên bản giới hạn của phần game thứ hai, phát hành vào ngày 27 tháng 10 năm 2016.
Mùa thứ ba được Shogakukan công bố vào ngày 18 tháng 3 năm 2019 với tựa đề "Yahari Ore no Seishun Love Come wa Machigatteiru. Kan" gồm 12 tập, chuyển thể từ tập 12 đến tập 14 của light novel. Sản xuất bởi Studio Feel và đạo diễn bởi Oikawa Kei, phần thiết kế nhân vật do Tanaka Yuichi đảm nhiệm. Ban đầu được dự kiến phát sóng từ ngày 9 tháng 4 năm 2020 nhưng do ảnh hưởng của dịch COVID-19  nên tới ngày 9 tháng 7 mùa ba mới chính thức được phát sóng, đến ngày 24 tháng 9 năm 2020 thì kết thúc. Ca khúc opening là "Megumi no Ame" (芽ぐみの雨) thể hiện bởi Yanagi Nagi, và ca khúc ending là "Diamond no Jundo" (ダイヤモンドの純度) thể hiện bởi Hayami Saori và Tōyama Nao.  Mùa 3 đã được Sentai Filmworks cấp phép phát hành toàn cầu, ngoại trừ khu vực Châu Á. Tại Đông Nam Á, mùa 3 được cấp phép bởi Medialink và phát sóng trên nền tảng xem video trực tuyến iQIYI. Ngày 17 tháng 1 năm 2021, tại sự kiện Oregairu Fes FINAL, mùa 3 được công bố sẽ có một tập OVA. Tập phim này sẽ được tặng kèm cùng với phần game thứ ba.

### Manga
Bộ truyện có hai bản manga chuyển thể, một phần manga spin-off cùng năm tập manga hợp tuyển.
Phiên bản manga chuyển thể đầu tiên có tựa "Yahari Ore no Seishun Rabu Kome wa Machigatteiru. Monologue" do Kazuki Rechi minh hoạ, được đăng trên tạp chí Big Gangan của Square Enix kể từ ngày 25 tháng 9 năm 2012. Bộ truyện kết thúc vào ngày 25 tháng 4 năm 2023. Các chương manga hiện đã được biên tập thành 22 tập tankobon.
Phiên bản manga chuyển thể thứ hai có tựa "Yahari Ore no Seishun Rabu Kome wa Machigatteiru. @Comic" do Io Naomichi minh hoạ, được đăng trên Nguyệt san Sunday Gene-X của Shogakukan kể từ ngày 19 tháng 12 năm 2012. Bộ phim kết thúc vào ngày 17 tháng 2 năm 2023. Các chương manga hiện đã được biên tập thành 22 tập tankobon. Bộ truyện đã được Thaihabooks mua bản quyền phát hành và dự kiến phát hành trong năm 2022.
Phiên bản thứ ba, với tựa: "Yahari 4-koma demo Ore no Seishun Rabu Kome wa machigatteiru". Là một bộ manga bốn khung do Taneda Yuta sáng tác và mình hoạ, được xuất bản bởi Ichijinsha. Bộ manga gồm 2 tập. Tập đầu tiên xuất bản vào ngày 21 tháng 6 năm 2014, tập thứ hai xuất bản vào ngày 22 tháng 7 năm 2015.
Ngoài ra, còn có 4 tập manga hợp tuyển mang tên "Yahari Ore no Seishun Rabu Kome wa Machigatteiru. Manga Anthology" do nhiều tác giả đồng sáng tác, được Ichijinsha xuất bản. Manga là phiên bản ngắn gọn hơn của light novel, được minh hoạ theo phong cách chibi. Tập đầu tiên xuất bản vào ngày 25 tháng 5 năm 2013 và tập thứ tư xuất bản vào ngày 28 tháng 1 năm 2016.
Có 1 tập manga mang tên "Yahari Ore no Seishun Rabu Kome wa Machigatteiru. GX Comic Anthology". Tập manga được minh hoạ và sáng tác bởi nhiều hoạ sĩ, tác giả khác nhau. Được xuất bản vào ngày 17 tháng 7 năm 2020.

#### Oregairu Monologue
| #  | Ngày phát hành | ISBN              |
| -- | -------------- | ----------------- |
| 1  | 19/3/2013      | 978-4-7575-3925-9 |
| 2  | 20/8/2013      | 978-4-7575-4031-6 |
| 3  | 25/12/2013     | 978-4-7575-4193-1 |
| 4  | 24/5/2014      | 978-4-7575-4318-8 |
| 5  | 18/11/2014     | 978-4-7575-4466-6 |
| 6  | 18/3/2015      | 978-4-7575-4581-6 |
| 7  | 18/6/2015      | 978-4-7575-4663-9 |
| 8  | 25/12/2015     | 978-4-7575-4845-9 |
| 9  | 25/7/2016      | 978-4-7575-5062-9 |
| 10 | 25/1/2017      | 978-4-7575-5226-5 |
| 11 | 25/8/2017      | 978-4-7575-5456-6 |
| 12 | 24/3/2018      | 978-4-7575-5675-1 |
| 13 | 25/3/2019      | 978-4-7575-5897-7 |
| 14 | 25/6/2019      | 978-4-7575-6174-8 |
| 15 | 25/11/2019     | 978-4-7575-6359-9 |
| 16 | 25/3/2020      | 978-4-7575-6578-4 |
| 17 | 22/7/2020      | 978-4-7575-6714-6 |
| 18 | 25/1/2021      | 978-4-7575-7052-8 |
| 19 | 26/07/2021     | 978-4-7575-7380-2 |
| 20 | 25/03/2022     | 978-4-7575-7841-8 |
| 21 | 25/11/2022     | 978-4-7575-8272-9 |
| 22 | 25/07/2023     | 978-4-7575-8693-2 |

#### Oregairu @comic
| #  | Phát hành Tiếng Nhật | Phát hành Tiếng Nhật | Phát hành vi      | Phát hành vi                                        |
| #  | Ngày phát hành       | ISBN                 | Ngày phát hành    | ISBN                                                |
| -- | -------------------- | -------------------- | ----------------- | --------------------------------------------------- |
| 1  | 17/05/2013           | 978-4-09-157349-0    | 13 tháng 11, 2022 | 978-604-382-316-5                                   |
| 2  | 19/11/2013           | 978-4-09-157362-9    | -                 | - calling template requires template_name parameter |
| 3  | 19/05/2014           | 978-4-09-157377-3    | -                 | - calling template requires template_name parameter |
| 4  | 19/11/2014           | 978-4-09-157396-4    | -                 | - calling template requires template_name parameter |
| 5  | 19/05/2015           | 978-4-09-157417-6    | -                 | - calling template requires template_name parameter |
| 6  | 21/11/2015           | 978-4-09-157430-5    | -                 | - calling template requires template_name parameter |
| 7  | 17/06/2016           | 978-4-09-157450-3    | -                 | - calling template requires template_name parameter |
| 8  | 18/11/2016           | 978-4-09-157464-0    | -                 | - calling template requires template_name parameter |
| 9  | 19/05/2017           | 978-4-09-157486-2    | -                 | - calling template requires template_name parameter |
| 10 | 17/11/2017           | 978-4-09-157506-7    | -                 | - calling template requires template_name parameter |
| 11 | 18/05/2018           | 978-4-09-157525-8    | -                 | - calling template requires template_name parameter |
| 12 | 19/11/2018           | 978-4-09-157550-0    | -                 | - calling template requires template_name parameter |
| 13 | 19/04/2019           | 978-4-09-157563-0    | -                 | - calling template requires template_name parameter |
| 14 | 19/11/2019           | 978-4-09-157581-4    | -                 | - calling template requires template_name parameter |
| 15 | 19/03/2020           | 978-4-09-157592-0    | -                 | - calling template requires template_name parameter |
| 16 | 18/09/2020           | 978-4-09-157606-4    | -                 | - calling template requires template_name parameter |
| 17 | 19/02/2021           | 978-4-09-157623-1    | -                 | - calling template requires template_name parameter |
| 18 | 19/07/2021           | 978-4-09-157642-2    | -                 | - calling template requires template_name parameter |
| 19 | 17/12/2021           | 978-4-09-157664-4    | -                 | - calling template requires template_name parameter |
| 20 | 19/05/2022           | 978-4-09-157679-8    | -                 | - calling template requires template_name parameter |
| 21 | 19/10/2022           | 978-4-09-157691-0    | -                 | - calling template requires template_name parameter |
| 22 | 18/04/2023           | 978-4-09-157750-4    | -                 | - calling template requires template_name parameter |

#### Oregairu 4-koma
| # | Ngày phát hành | ISBN              |
| - | -------------- | ----------------- |
| 1 | 21/6/2014      | 978-4-7580-8203-7 |
| 2 | 22/7/2015      | 978-4-7580-8243-3 |

#### Oregairu Manga Anthology
| # | Ngày phát hành | ISBN              |
| - | -------------- | ----------------- |
| 1 | 25/5/2013      | 978-4-7580-0748-1 |
| 2 | 25/7/2013      | 978-4-7580-0765-8 |
| 3 | 25/8/2015      | 978-4-7580-0856-3 |
| 4 | 28/1/2016      | 978-4-7580-0887-7 |

### Drama CD
Drama CD đầu tiên, có tựa Tatoeba Konna Birthday Song (Nhật: たとえばこんなバースデーソング "Giả như có một bài hát chúc mừng sinh nhật như thế này"), được tặng kèm cùng phiên bản đặc biệt của light novel tập 3, xuất bản vào ngày 18 tháng 11 năm 2011. Đĩa có chứa một ca khúc mang tên "Bright Generation" sáng tác bởi Hashimoto Yukari, do Hayami Saori cùng Tōyama Nao thể hiện. Về sau Drama CD này được chuyển thể thành bonus track của light novel tập 3.
Drama CD thứ hai, với tựa Hikigaya Komachi no Keiryaku (Nhật: 比企谷小町の計略 "Kế hoạch của Hikigaya Komachi"), được mở bán lần đầu tại gian hàng của Marvelous AQL trong sự kiện Comiket 83, diễn ra từ ngày 29 cho đến ngày 31 tháng 12 năm 2012. Về sau Drama CD này được chuyển thể thành bonus track của light novel tập 7.5.
Drama CD thứ ba, có tựa Kanojotachi no, We Will Rock You (Nhật: 彼女たちの、うぃー・うぃる・ろっく・ゆー♡), được tặng kèm cùng phiên bản đặc biệt của light novel tập 7, xuất bản vào ngày 19 tháng 3 năm 2013. Đĩa có chứa một ca khúc mang tên "Rock You!!" sáng tác bởi Saitou Yūya, do Hayami Saori cùng Tōyama Nao thể hiện. Về sau Drama CD này được chuyển thể thành bonus track của light novel tập 7.
Drama CD thứ tư, có tựa Sono Christmas Candle no Akari ga Yureru Toki... (Nhật: そのクリスマスキャンドルの灯が揺れる時......。 "Khi ánh nến Giáng sinh đung đưa lay động...") được tặng kèm cùng phiên bản đặc biệt của light novel tập 6.5, xuất bản vào ngày 19 tháng 7 năm 2014. Đĩa có chứa một ca khúc mang tên "Kimi to Merry Christmas" do Hayami Saori cùng Tōyama Nao thể hiện. Về sau Drama CD này được chuyển thể thành bonus track của light novel tập 6.5.

### Trò chơi điện tử (Video games)
Một tựa game, có tiêu đề "Yahari Game demo Ore no Seishun Rabukome wa Machigatteiru." do 5pb phát triển cho hệ máy PlayStation Vita, được phát ngày 19 tháng 9 năm 2013. Phiên bản giới hạn của tựa game tặng kèm theo một tập OVA.
Phần game thứ hai cũng do 5pb phát triển, được phát hành vào ngày 27 tháng 10 năm 2016. Phiên bản giới hạn của phần game tặng kèm theo một tập OVA.
Loạt game được dự kiến sẽ có phần thứ 3.

## Đón nhận
Oregairu được bầu chọn là light novel hay nhất của bảng xếp hạng uy tín Kono Light Novel ga Sugoi! trong 3 năm liên tiếp là 2014, 2015 và 2016. Trong các năm đó Hachiman cũng được bầu làm nhân vật nam được yêu thích nhất. Còn Yukino được bầu làm nhân vật nữ được yêu thích nhất trong năm 2015. Họa sĩ minh họa Ponkan⑧ cũng được bình chọn là họa sĩ minh họa được yêu thích nhất trong năm 2015 và 2016.
Theo thống kê của Gagaga Bunko, tính đến ngày 14 tháng 9 năm 2017, Oregairu đã bán được hơn 7 triệu bản tại thị trường Nhật. Tới ngày 17 tháng 12 năm 2019, Oregairu đã bán được hơn 10 triệu bản trên toàn thế giới.